# Tongjiangkou
Tongjiangkou (kinesiska: 通江口) är en socken i Kina. Den ligger i provinsen Liaoning, i den nordöstra delen av landet, omkring 95 kilometer norr om provinshuvudstaden Shenyang.
Genomsnittlig årsnederbörd är 918 millimeter. Den regnigaste månaden är juli, med i genomsnitt 209 mm nederbörd, och den torraste är januari, med 8 mm nederbörd.